# Marjorie Wallace
Marjorie „Marji” Wallace (ur. 23 stycznia 1954 w Indianapolis) – amerykańska modelka i osobowość telewizyjna. W 1973, jako pierwsza Amerykanka w historii, zdobyła tytuł Miss World.

## Życiorys
Urodziła się 23 stycznia 1954 w Indianapolis. Gdy miała 14 lat rozwiedli się jej rodzice. W wieku 17 lat wyprowadziła się z gitarzystą zespołu „Pure Funk“. Rozpoczęła pracę jako modelka. Jej agent skłonił ją, by wystartowała w konkursach Miss Indiana World i Miss World USA, które wygrała. 23 listopada 1973 pokonała 53 zawodniczki w Royal Albert Hall w Londynie i jako pierwsza Amerykanka została wybrana na Miss World. W latach 70. zaczęła pojawiać się w telewizji. Wystąpiła m.in. w popularnym wówczas  serialu Baretta.

## Życie prywatne
W 1978 poślubiła Michaela Kleina. Małżeństwo to trwało do 1982. Była też związana z Richardem B. Cohenem

## Filmografia
- 1975: Get Christie Love! reż. William A. Graham, rola: Jennifer Gillian
- 1975: Baretta reż. Stephen J. Cannell, rola: dziewczyna Skalare'a
- 1980: Match Game 73, rola: panelistka (samą siebie)